# Partido judicial de Balaguer
El Partido judicial de Balaguer es uno de los 49 partidos judiciales en los que se divide la Comunidad Autónoma de Cataluña, siendo el partido judicial n.º 2 de la provincia de Lérida.
El ámbito territorial, que viene regulado por el Real Decreto 529/1983, de 9 de marzo, comprende las localidades de :
Ager, Agramunt, Albesa, Alfarrás, Algerri, Alguaire, Almenar, Alós de Balaguer, Artesa de Segre, Avellanes Santa Liña, Balaguer, Barbens, Bellcaire de Urgel, Bellmunt de Urgel, Bellvís, Cabanabona, Camarasa, Castellón de Farfaña, Castellserá, Cubells, Foradada, Ibars de Noguera, Ibars de Urgel, La Fuliola, La Sentiu de Sió, Liñola, Menarguéns, Mongay, Oliola, Os de Balaguer, Penellas, Poal, Portella, Preixens, Puigvert de Agramunt, Térmens, Tornabous, Torrelameu, Vallfogona de Balaguer, Vilanova de Meyá y Vilanova de Segriá.